# Елисеев, Николай Петрович
Николай Петрович Елисеев (1924 — 2007) — советский инженер-механик и организатор производства. Директор Каширского завода металлоконструкций (1962—1987). Заслуженный строитель РСФСР. Почетный гражданин Каширского района (1987).

## Биография
Родился 19 ноября 1924 года в деревне Пятница, Каширского района Московской области.  
С 1939 года в возрасте пятнадцати лет, Н. П. Елисеев, начал свою трудовую деятельность машинистом турбинной установки Каширской Гидро-электро станции. С 1941 по 1942 годы в период Великой Отечественной войны, работал водолазом и начальником спасательного поста Каширского общества спасания на водах. С 1942 года призван в ряды Рабоче-Крестьянской Красной армии и направлен в действующую армию на фронт, участник Великой Отечественной войны в составе Балтийского флота в Ленинграде — матросом береговой охраны, позже был переведён красноармейцем в стрелковую часть. Воевал на Ленинградском и 3-м Украинском фронтах, был  участником освобождения таких стран как Болгария, Венгрия, Австрия и Чехословакия. За участие в войне был награждён Орденми Отечественной война 1-й и 2-й степени, Орденом Красной Звезды и Медалью «За отвагу».
С 1946 года после демобилизации из рядов Советской армии работал тренером в спортивной школе Каширского районного отдела образования. С 1946 по 1962 годы работал в должностях — бригадира, мастера, старшего мастера, заместителя начальника сварочного цеха, председателем профсоюзного комитета, заместителем  директора и главным инженером Каширского завода металлоконструкций. С 1955 по 1958 годы обучался на заочном отделении Московского вечернего энергетического техникума.
С 1962 по 1987 годы, в течение двадцати пяти лет, Н. П. Елисеев работал — директором Каширского завода металлоконструкций. По инициативе Н. П. Елисеева на заводе был создан отдел капитального строительства, благодаря которому стал строиться социально-жилищный фонд для нужд предприятия и города, такие как: жилые дома, три магазина, общежитие, спортивный и оздоровительный комплексы, два дошкольных учреждения и пионерский лагерь, наркологическое отделение для местной больницы, профилакторий и  база отдыха. В 1964 году по инициативе и при непосредственном участии Н. П. Елисеева для подготовки инженерно-технических и высококвалифицированных рабочих кадров  при Каширском заводе металлоконструкций был открыт филиал Всесоюзного машиностроительного института, в 1979 году было открыто — профессионально-техническое училище. За трудовые заслуги завод под руководством Н. П. Елисеева, был удостоен почётного звания «Предприятие высокой культуры производства и организации труда».
С 1988 по 1996 годы был директором санатория «Каширские роднички». С 1997 по 1999 года работал заместителем генерального директора по социально-бытовым  вопросам Каширского завода металлоконструкций. С 1999 года на пенсии.
Помимо основной деятельности Н. П. Елисеев занимался и общественно-политической работой: избирался депутатом, членом Каширского городского исполнительного комитета Совета депутатов трудящихся и членом, с 1972 года по 1988 год — членом Бюро Каширского городского комитета КПСС. 
7 июля 1987 года «За выдающиеся заслуги перед городом Каширой»  Н. П. Елисееву было присвоено почётное звание — Почетный гражданин Каширского района.
Скончался 14 марта 2007 года в городе Кашира.

## Награды
- Орден Октябрьской революции
- Ордена Отечественной война I степени (06.04.1985[3])
- Ордена Отечественной война II степени
- Орден Трудового Красного Знамени
- Орден Красной Звезды
- Орден «Знак Почёта»
- Медаль «За отвагу»
- Медаль «За оборону Ленинграда»
- Медаль «За победу над Германией в Великой Отечественной войне 1941—1945 гг.»
- Золотая медаль ВДНХ

### Звания
- Заслуженный строитель РСФСР
- Почетный гражданин Каширского района (07.07.1987 года № 235[1])

## Память
- На основании постановления Губернатора Московской области от 27 февраля 2008 года № 11-ПГ муниципальному учреждению Спортивный клуб «Кашира» Каширского района Московской области было присвоено имя Николая Петровича Елисеева[1]